# Civilsamhället
Civilsamhället (i Finland ofta: medborgarsamhället) utgörs av den "tredje sektor" av samhället, som är skild från såväl statsförvaltningen som näringslivet och det enskilda hushållet. Civilsamhället kan sägas vara en arena där människor, grupper och organisationer frivilligt agerar tillsammans för gemensamma intressen, ofta på ideell grund.
Exempel på aktörer inom det civilsamhället är samverkande individer och olika idéburna sammanslutningar såsom hembygdsföreningar, ideella föreningar, idrottsföreningar, koloniträdgårdar, kyrkan, stiftelser, studieförbund och välgörenhetsorganisationer. Civilsamhället spelar en viktig[förklaring behövs] roll i att utbilda medborgare i praktisk demokrati, men det är inte så enkelt som att människor som engagerar sig i föreningar automatiskt blir goda demokrater.
Civilsamhället som begrepp började användas i svenskan efter mönster från engelskans civil society. Till engelskan kom begreppet som en översättning av latinets societas civilis, ett begrepp som i sin tur kan spåras långt tillbaka; den första kända användningen återfinns i Marcus Tullius Ciceros skrifter.

## Definition
Idag finns flera näraliggande definitioner. 
Sveriges riksdag definierar civilsamhället som "en arena, skild från staten, marknaden och det enskilda hushållet, där människor, grupper och organisationer agerar tillsammans för gemensamma intressen."  Den definitionen återfinns hos flera svenska myndigheter. och civilsamhällesorganisationer.
EU definierar civilsamhället som "individer och grupper som utför social verksamhet och som är fristående från staten och myndigheterna." Den engelske sociologen Ernest Gellner definierar civilsamhället som "den samling av olika icke-statliga institutioner som är starka nog att väga upp staten och som, utan att förhindra staten från att utöva sin roll som upprätthållare av fred och medlare mellan betydande intressen, trots det kan förhindra den från att dominera och atomisera samhället."[källa behövs]
Encyclopædia Britannica definierar civilsamhället som ett nära nätverk av grupper, gemenskaper, nätverk och band som befinner sig mellan individen och den moderna staten.Nationalencyklopedin definierar civilsamhället som en sfär i demokratiska samhällen som består av frivilliga sammanslutningar mellan individer som är självständiga från staten.

## Samhällsfunktion
Civilsamhället uppfattas spela en viktig roll i ett samhälles utveckling och bidra till att utveckla länder demokratiskt, minska fattigdom och öka respekten för människors rättigheter. Olika delar av civilsamhället kan bidra med bland annat folkbildning, microlån, bostadscooperativ, att stärka mänskliga rättigheter eller skydda miljö och klimat, Civilsamhället kan ses som en viktig kanal för människors engagemang, delaktighet och förändringskraft och ett väl fungerande civilsamhälle anses vara av stor betydelse för både kulturliv, folkhälsa och demokrati.
Olika delar av civilsamhället kan bidra med bland annat folkbildning, microlån, bostadscooperativ, att stärka mänskliga rättigheter eller skydda miljö och klimat. Civilsamhället kan ses som en viktig kanal för människors engagemang, delaktighet och förändringskraft och ett väl fungerande civilsamhälle anses vara av stor betydelse för både kulturliv, folkhälsa och demokrati.

## Aktörer
Civilsamhället präglas av stor mångfald vad gäller verksamheternas innehåll, arbetsformer och storlek.  Civilsamhället utgörs bland annat av:
Ideella föreningar.
Registrerade trossamfund
Stiftelser (insamlingsstiftelser, avkastningsstiftelser och verksamhetsstiftelser.)
Kooperativa rörelser som har någon form av oegennyttigt uppdrag och inte är statliga eller kommunala.
Sociala företag och aktiebolag med särskild vinstutdelningsbegränsning.
Nätverk, rörelser och upprop, med mindre formell organisering.
Dessa olika aktörer kan vara organiserade på olika sätt. Den vanligaste associationsformen i det svenska civilsamhället är ideella föreningar. Andra organisationsformer är att vara registrerat trossamfund, ekonomisk förening, aktiebolag med särskild vinstutdelningsbegränsning eller samfällighet.
En del av dessa aktörer benämns ofta övergripande som civilsamhällesorganisationer. De är organisationer vars medlemmar agerar i allmänhetens intresse genom en demokratisk process och som fungerar som medlare mellan offentliga myndigheter och allmänheten. I förståelsen av begreppet brukar också ingå att de är icke-vinstdrivande och har ett visst oberoende från stat och kommun.
Typiska exempel på civilsamhällesorganisationer är arbetsmarknadens parter (fackföreningar och arbetsgivarorganisationer),gräsrotsrörelser (t.ex. ungdoms- och familjesammanslutningar), icke-statliga organisationer (till exempel organisationer för miljöskydd och konsumentskydd, organisationer som skyddar mänskliga rättigheter, yrkesorganisationer och välgörenhetsorganisationer)